# Obudzić się w Reno
Obudzić się w Reno (ang. Waking Up in Reno) – amerykańska komedia z 2002 roku w reżyserii Jordana Brady'ego. Film przedstawia zabawne perypetie przebywających w drodze dwóch małżeństw, które wybierają się na festiwal wielkich ciężarówek do Reno. 
Zdjęcia kręcono w Amarillo w stanie Teksas i Reno w Newadzie, a także w Kalifornii i Arizonie.

## Obsada
- Natasha Richardson - Darlene Dodd
- Holmes Osborne - Doc Tuley
- Billy Bob Thornton - Lonnie Earl Dodd
- Patrick Swayze - Roy Kirkendall
- Charlize Theron - Candy Kirkendall
- Billy O'Sullivan - Lonnie Earl III
- Galvin Chapman - Lane Dodd
- Kelsey Chapman - Lacy Dodd